# カントン・レジスター

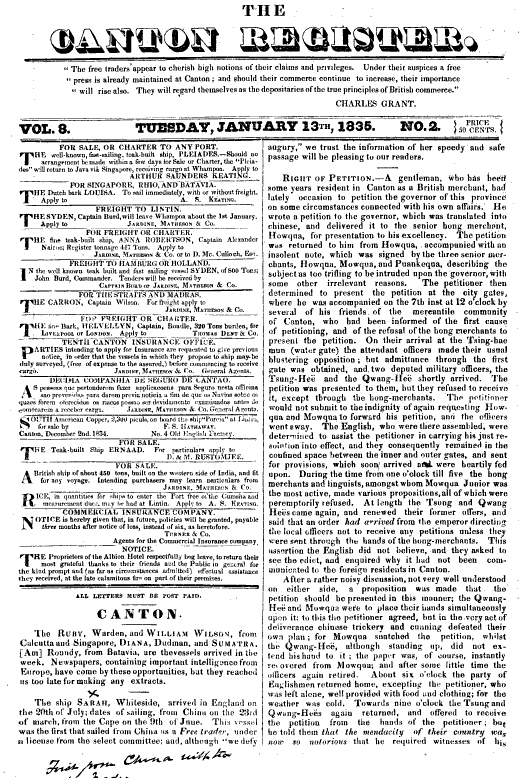

カントン・レジスター（The Canton Register）は中国の広東地方で隔週で発行されていた英字新聞。スコットランド人商人のジェームズ・マセソンと姪のアレクサンダー・マセソンが最初の編集者であるフィラデルフィア人のウィリアム・ワイトマン・ウッドと共に1827年11月8日に発行した。これは、中国で発行された英字新聞の中で最も古い英字新聞のうちの一つである。